# エドムント・ロスマン
エドムント・ロスマン(ドイツ語: Edmund "Paule" Roßmann、1918年1月11日 - 2005年4月4日)はドイツの空軍軍人。第二次世界大戦では総出撃回数640回、撃墜数93機を誇るエース・パイロットである。また、エーリヒ・ハルトマンが最初に編隊を組んだ相手でもある。

## 経歴
ロスマンは1918年1月11日、ロイス＝ゲーラ侯国に生まれた。ドイツ空軍に所属した彼は、第二次世界大戦勃発後の1940年3月1日に第52戦闘航空団(JG52)へ配属され、フランス侵攻やイングランド航空戦に参戦した。JG52がバルバロッサ作戦に加わるまでに、ロスマンは空中戦で6機撃墜している。
1941年の終わりまでに彼は計32回、空中戦で勝利している。その後も彼は戦果を上げ、250回出撃・49回機撃墜の後騎士鉄十字章を受章した。1942年3月から6月まで、彼は東部予備戦闘飛行隊で教官としてパイロットを育てた。しかしそれでも彼は戦果を上げ続け、1942年11月29日には撃墜数通算80機を達成した。
1943年7月9日、ロスマンはソ連国境付近で事故により不時着した仲間を救おうとした。しかし、駆けつけたソ連軍兵士らの銃撃によりロスマンは負傷、そのまま捕虜となり、釈放されたのは大戦終結後の1949年10月であった。

## 叙勲
- 空軍名誉杯 (1941年11月6日)[1]
- 鉄十字章
  - 二級鉄十字勲章1939年章
  - 一級鉄十字勲章1939年章
- ドイツ十字章
  - ドイツ十字章金章 (1942年1月22日)[2]
- 騎士鉄十字章 (1942年3月19日)[3]